# Frigidarium

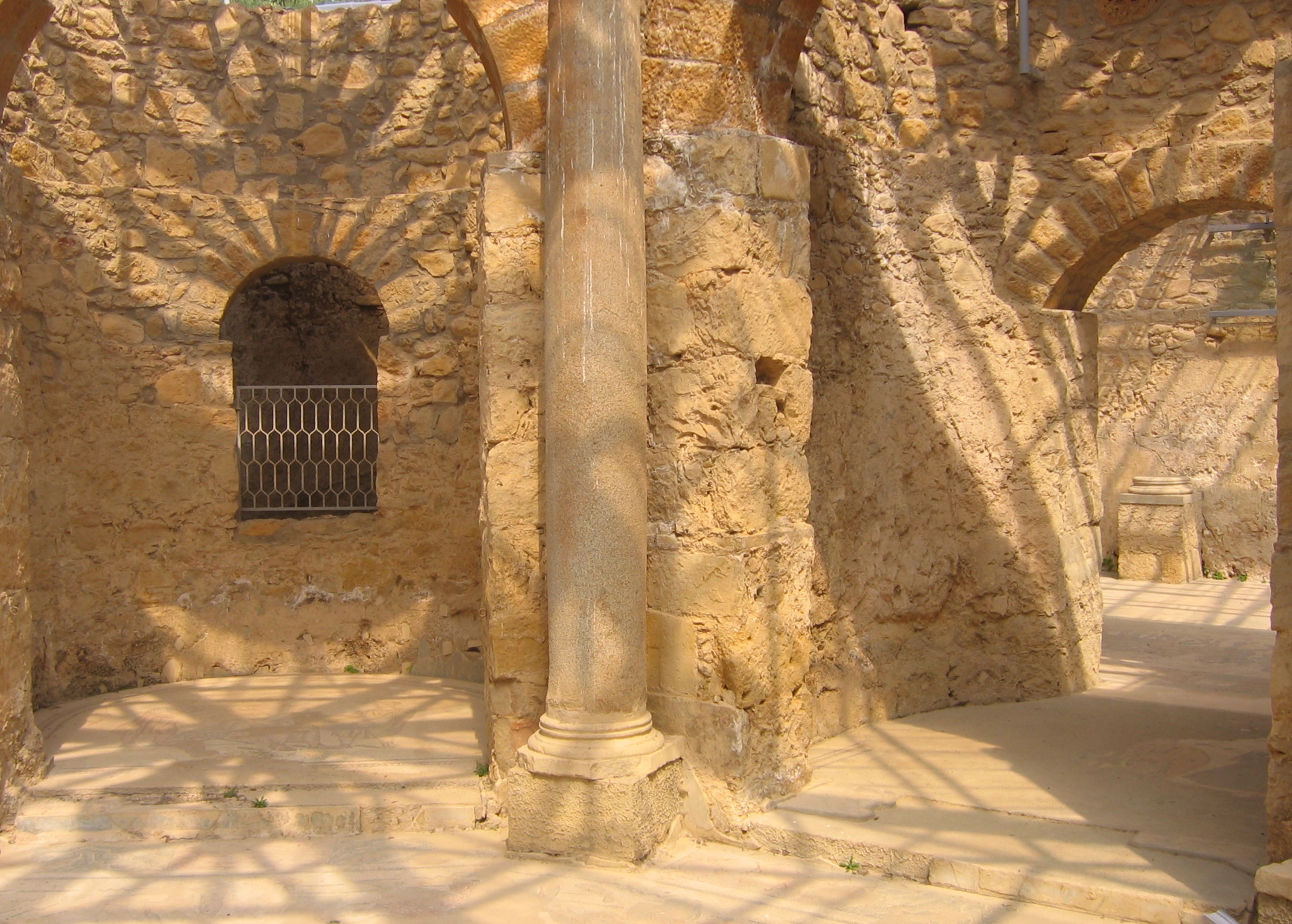
Frigidarium i Villa del Casale

Frigidarium (av latin frigidus "kall", "kylig") var kallbadrummet i en romersk badanläggning, jämför termer. Frigidarium användes innan och efter bad i caldarium och i tepidarium. 